# Hannoverscher Sportverein von 1896 2004-2005
Questa voce raccoglie le informazioni riguardanti l'Hannoverscher Sportverein von 1896 nelle competizioni ufficiali della stagione 2004-2005.

## Stagione
Nella stagione 2004-2005 l'Hannover, allenato da Ewald Lienen, concluse il campionato di Bundesliga al 10º posto. In Coppa di Germania l'Hannover fu eliminato ai quarti di finale dallo Schalke 04.

## Rosa
| N. |                        | Ruolo | Calciatore          |
| -- | ---------------------- | ----- | ------------------- |
| 1  | Germania (bandiera)    | P     | Robert Enke         |
| 3  | Polonia (bandiera)     | D     | Dariusz Żuraw       |
| 4  | Senegal (bandiera)     | D     | Dame Diouf          |
| 5  | Germania (bandiera)    | C     | Christoph Dabrowski |
| 6  | Stati Uniti (bandiera) | D     | Steve Cherundolo    |
| 8  | Albania (bandiera)     | C     | Altin Lala          |
| 9  | Panama (bandiera)      | A     | Thomas Christiansen |
| 11 | Germania (bandiera)    | A     | Daniel Stendel      |
| 13 | Austria (bandiera)     | A     | Roman Wallner       |
| 14 | Germania (bandiera)    | D     | Thomas Schneider    |
| 16 | Svizzera (bandiera)    | C     | Tranquillo Barnetta |
| 17 | Serbia (bandiera)      | C     | Nebojša Krupniković |
| 18 | Germania (bandiera)    | D     | Michael Tarnat      |
| 19 | Croazia (bandiera)     | C     | Danijel Štefulj     |
| 20 | Russia (bandiera)      | C     | Vladimir But        |
| 21 | Brasile (bandiera)     | A     | Leandro             |

| N. |                      | Ruolo | Calciatore        |
| -- | -------------------- | ----- | ----------------- |
| 22 | Canada (bandiera)    | C     | Julian de Guzmán  |
| 24 | Rep. Ceca (bandiera) | A     | Jiří Štajner      |
| 25 | Australia (bandiera) | P     | Frank Juric       |
| 26 | Germania (bandiera)  | A     | Fabian Montabell  |
| 27 | Germania (bandiera)  | C     | Silvio Schröter   |
| 28 | Rep. Ceca (bandiera) | A     | Jiří Kaufman      |
| 29 | Germania (bandiera)  | D     | Per Mertesacker   |
| 30 | Germania (bandiera)  | P     | Daniel Haas       |
| 31 | Germania (bandiera)  | A     | Sezai Demircán    |
| 32 | Germania (bandiera)  | D     | Moritz Marheineke |
| 32 | Filippine (bandiera) | A     | Denis Wolf        |
| 33 | Turchia (bandiera)   | D     | Gürman Agac       |
| 34 | Germania (bandiera)  | D     | Markus Schinner   |
| 35 | Germania (bandiera)  | D     | Sören Halfar      |
| 40 | Brasile (bandiera)   | D     | Vinícius          |

## Organigramma societario
Area tecnica
- Allenatore: Ewald Lienen
- Allenatore in seconda: Michael Frontzeck
- Preparatore dei portieri: Jörg Sievers
- Preparatori atletici: Edward Kowalczuk

## Calciomercato

### Sessione estiva
| Acquisti | Acquisti            | Acquisti               | Acquisti |
| R.       | Nome                | da                     | Modalità |
| -------- | ------------------- | ---------------------- | -------- |
| C        | Tranquillo Barnetta | San Gallo              |          |
| A        | Sezai Demircán      | Hannover 96 (juniores) |          |
| D        | Dame Diouf          | Osnabrück              |          |
| P        | Robert Enke         | Tenerife               |          |
| P        | Frank Juric         | Bayer Leverkusen       |          |
| A        | Jiří Kaufman        | Energie Cottbus        |          |
| A        | Leandro             | Young Boys             |          |
| C        | Ricardo Sousa       | Boavista               |          |
| A        | Jiří Štajner        | Sparta Praga           |          |
| C        | Danijel Štefulj     | Norimberga             |          |
| D        | Michael Tarnat      | Manchester City        |          |
| A        | Roman Wallner       | Rapid Vienna           |          |

| Cessioni | Cessioni                    | Cessioni          | Cessioni |
| R.       | Nome                        | da                | Modalità |
| -------- | --------------------------- | ----------------- | -------- |
| A        | Salim Djefaflia             | Holstein Kiel     |          |
| A        | Thomas Brdarić              | Wolfsburg         |          |
| C        | Jaime Sánchez Fernández     | Albacete          |          |
| D        | Kléber                      | Basilea           |          |
| D        | Kōnstantinos Kōnstantinidīs | Colonia           |          |
| C        | Björn Lindemann             | Holstein Kiel     |          |
| C        | Nils Pfingsten-Reddig       | Wuppertal         |          |
| D        | Markus Schuler              | Arminia Bielefeld |          |
| C        | Jan Šimák                   | Sparta Praga      |          |
| A        | Stanko Svitlica             | LR Ahlen          |          |
| P        | Gerhard Tremmel             | Hertha Berlino    |          |
| P        | Marc Ziegler                | Austria Vienna    |          |

### Sessione invernale
| Acquisti | Acquisti        | Acquisti        | Acquisti |
| R.       | Nome            | da              | Modalità |
| -------- | --------------- | --------------- | -------- |
| A        | Veljko Paunović | Atlético Madrid |          |

| Cessioni | Cessioni           | Cessioni       | Cessioni |
| R.       | Nome               | da             | Modalità |
| -------- | ------------------ | -------------- | -------- |
| A        | Mohamadou Idrissou | Caen           |          |
| C        | Ricardo Sousa      | De Graafschap  |          |
| C        | Clint Mathis       | Real Salt Lake |          |

## Risultati

### Bundesliga

#### Girone di andata
| Arbitro: | Wack |

|                          |           |            |
| Schneider 49’ França 90’ | Marcatori | 14’ Tarnat |

| Arbitro: | Gagelmann |

|  |           |             |
|  | Marcatori | 79’ Buckley |

| Arbitro: | Keßler |

|             |           |                 |
| Rosický 29’ | Marcatori | 90’ Mertesacker |

| Arbitro: | Gräfe |

|                |           |                    |
| Štajner 2’, 8’ | Marcatori | 59’ Dorn 73’ Cairo |

| Arbitro: | Fröhlich |

|                                        |           |  |
| Ismaël 20’ (rig.) Micoud 78’ Klose 88’ | Marcatori |  |

| Arbitro: | Brych |

|            |           |  |
| Mathis 83’ | Marcatori |  |

| Arbitro: | Jansen |

|             |           |                                      |
| Tjikuzu 89’ | Marcatori | 14’ Leandro 23’ Barnetta 85’ Stendel |

| Arbitro: | Merk |

|                              |           |  |
| Schröter 7’, 64’ Stendel 90’ | Marcatori |  |

| Arbitro: | Stark |

|  |           |                                |
|  | Marcatori | 17’ Mertesacker 35’ Cherundolo |

| Arbitro: | Albrecht |

|                             |           |                |
| Tarnat 33’ Štajner 65’, 86’ | Marcatori | 26’ Amanatidīs |

| Arbitro: | Wagner |

|                                          |           |  |
| Christiansen 16’ Stendel 64’ Leandro 88’ | Marcatori |  |

| Arbitro: | Fröhlich |

|                                    |           |  |
| Pizarro 3’ Makaay 80’ Guerrero 90’ | Marcatori |  |

| Arbitro: | Fleischer |

|                               |           |  |
| Christiansen 34’ Schröter 50’ | Marcatori |  |

| Arbitro: | Kircher |

|            |           |             |
| Mintál 81’ | Marcatori | 56’ Stendel |

| Hannover 28 novembre 2004, ore 17:30 CET 15ª giornata | Hannover 96 | 0 – 0 referto | Stoccarda | AWD-Arena (33 598 spett.)\| Arbitro: \| Merk \| |
| Arbitro:                                              | Merk        |               |           |                                                 |

| Arbitro: | Kinhöfer |

|  |           |                            |
|  | Marcatori | 20’ Cherundolo 59’ Stendel |

| Arbitro: | Trautmann |

|  |           |            |
|  | Marcatori | 54’ Rafael |

#### Girone di ritorno
| Arbitro: | Wack |

|  |           |                                     |
|  | Marcatori | 18’ Voronin 36’ Berbatov 58’ Freier |

| Arbitro: | Brych |

|  |           |             |
|  | Marcatori | 30’ Stendel |

| Arbitro: | Kircher |

|                        |           |                           |
| Krupniković 72’ (rig.) | Marcatori | 6’ Koller 30’, 56’ Ricken |

| Friburgo in Brisgovia 12 febbraio 2005, ore 15:30 CET 21ª giornata | Friburgo | 0 – 0 referto | Hannover 96 | Badenova-Stadion (21 000 spett.)\| Arbitro: \| Sippel \| |
| Arbitro:                                                           | Sippel   |               |             |                                                          |

| Arbitro: | Fandel |

|           |           |                                           |
| Żuraw 38’ | Marcatori | 5’ Magnin 7’ Borowski 62’ Ernst 85’ Zidan |

| Arbitro: | Gräfe |

|           |           |  |
| Hanke 65’ | Marcatori |  |

| Arbitro: | Stark |

|  |           |           |
|  | Marcatori | 28’ Prica |

| Arbitro: | Brych |

|              |           |  |
| Menseguez 6’ | Marcatori |  |

| Arbitro: | Schmidt |

|                          |           |             |
| Štajner 59’ Vinícius 73’ | Marcatori | 31’ Svěrkoš |

| Arbitro: | Fleischer |

|  |           |                  |
|  | Marcatori | 72’, 90’ Kaufman |

| Arbitro: | Wack |

|                       |           |  |
| Cherundolo 56’ (aut.) | Marcatori |  |

| Arbitro: | Wagner |

|  |           |                |
|  | Marcatori | 90’ Hargreaves |

| Arbitro: | Stark |

|                     |           |  |
| Abel 23’ Gerber 80’ | Marcatori |  |

| Arbitro: | Gagelmann |

|             |           |  |
| Kaufman 87’ | Marcatori |  |

| Arbitro: | Brych |

|             |           |  |
| Kurányi 88’ | Marcatori |  |

| Arbitro: | Sippel |

|                          |           |              |
| Štajner 42’ Barnetta 87’ | Marcatori | 13’ Benjamin |

| Berlino 21 maggio 2005, ore 15:30 CEST 34ª giornata | Hertha Berlino | 0 – 0 referto | Hannover 96 | Stadio Olimpico (74 500 spett.)\| Arbitro: \| Fleischer \| |
| Arbitro:                                            | Fleischer      |               |             |                                                            |

### Coppa di Germania
| Arbitro: | Fröhlich |

|  |           |                                       |
|  | Marcatori | 23’ Tarnat 53’ Cherundolo 86’ Stendel |

| Arbitro: | Stark |

|                                          |                      |                                           |
| Thurk 49’, 70’                           | Marcatori            | 2’ Mertesacker 61’ (rig.) Christiansen    |
| Berhalter Szélesi Hyský Thurk Reghecampf | Tiri di rigore 4 – 5 | Sousa Leandro Tarnat Stendel Christiansen |

| Arbitro: | Wack |

|              |           |  |
| Schröter 59’ | Marcatori |  |

| Arbitro: | Fleischer |

|                            |           |                        |
| Asamoah 39’ Hanke 42’, 53’ | Marcatori | 27’ (rig.) Krupniković |

## Statistiche

### Statistiche di squadra
| Competizione      | Punti | In casa | In casa | In casa | In casa | In casa | In casa | In trasferta | In trasferta | In trasferta | In trasferta | In trasferta | In trasferta | Totale | Totale | Totale | Totale | Totale | Totale | DR |
| Competizione      | Punti | G       | V       | N       | P       | Gf      | Gs      | G            | V            | N            | P            | Gf           | Gs           | G      | V      | N      | P      | Gf     | Gs     | DR |
| ----------------- | ----- | ------- | ------- | ------- | ------- | ------- | ------- | ------------ | ------------ | ------------ | ------------ | ------------ | ------------ | ------ | ------ | ------ | ------ | ------ | ------ | -- |
| Bundesliga        | 45    | 17      | 8       | 2       | 7       | 21      | 19      | 17           | 5            | 4            | 8            | 13           | 17           | 34     | 13     | 6      | 15     | 34     | 36     | -2 |
| Coppa di Germania | -     | 1       | 1       | 0       | 0       | 1       | 0       | 3            | 1            | 1            | 1            | 6            | 5            | 4      | 2      | 1      | 1      | 7      | 5      | +2 |
| Totale            | 45    | 18      | 9       | 2       | 7       | 22      | 19      | 20           | 6            | 5            | 9            | 19           | 22           | 38     | 15     | 7      | 16     | 41     | 41     | 0  |

### Andamento in campionato
| Giornata  | 1  | 2  | 3  | 4  | 5  | 6  | 7  | 8 | 9 | 10 | 11 | 12 | 13 | 14 | 15 | 16 | 17 | 18 | 19 | 20 | 21 | 22 | 23 | 24 | 25 | 26 | 27 | 28 | 29 | 30 | 31 | 32 | 33 | 34 |
| --------- | -- | -- | -- | -- | -- | -- | -- | - | - | -- | -- | -- | -- | -- | -- | -- | -- | -- | -- | -- | -- | -- | -- | -- | -- | -- | -- | -- | -- | -- | -- | -- | -- | -- |
| Luogo     | T  | T  | C  | T  | C  | C  | T  | C | T | C  | C  | T  | C  | T  | C  | T  | C  | C  | T  | C  | T  | C  | T  | C  | T  | C  | T  | T  | C  | T  | C  | T  | C  | T  |
| Risultato | P  | N  | N  | P  | V  | P  | V  | V | V | V  | V  | P  | V  | N  | N  | V  | P  | P  | V  | P  | N  | P  | P  | P  | P  | V  | V  | P  | P  | P  | V  | P  | V  | N  |
| Posizione | 13 | 16 | 17 | 18 | 18 | 18 | 10 | 8 | 7 | 7  | 4  | 6  | 5  | 5  | 5  | 4  | 7  | 8  | 6  | 8  | 8  | 9  | 10 | 10 | 10 | 10 | 8  | 11 | 11 | 12 | 10 | 11 | 10 | 10 |

Legenda:

Luogo: C = Casa; T = Trasferta. Risultato: V = Vittoria; N = Pareggio; P = Sconfitta.

### Statistiche dei giocatori
| Giocatore       | Bundesliga | Bundesliga | Bundesliga  | Bundesliga | Coppa di Germania | Coppa di Germania | Coppa di Germania | Coppa di Germania | Totale   | Totale | Totale      | Totale     |
| Giocatore       | Presenze   | Reti       | Ammonizioni | Espulsioni | Presenze          | Reti              | Ammonizioni       | Espulsioni        | Presenze | Reti   | Ammonizioni | Espulsioni |
| --------------- | ---------- | ---------- | ----------- | ---------- | ----------------- | ----------------- | ----------------- | ----------------- | -------- | ------ | ----------- | ---------- |
| G. Agac         | 0          | 0          | 0           | 0          | 0                 | 0                 | 0                 | 0                 | 0        | 0      | 0           | 0          |
| T. Barnetta     | 7          | 2          | 0           | 0          | 2                 | 0                 | 0                 | 0                 | 9        | 2      | 0           | 0          |
| V. But          | 1          | 0          | 0           | 0          | 0                 | 0                 | 0                 | 0                 | 1        | 0      | 0           | 0          |
| S. Cherundolo   | 32         | 2          | 4           | 0          | 3                 | 1                 | 0                 | 1                 | 35       | 3      | 4           | 1          |
| T. Christiansen | 25         | 2          | 0           | 0          | 4                 | 1                 | 1                 | 0                 | 29       | 3      | 1           | 0          |
| C. Dabrowski    | 19         | 0          | 2           | 0          | 3                 | 0                 | 0                 | 0                 | 22       | 0      | 2           | 0          |
| S. Demircán     | 0          | 0          | 0           | 0          | 0                 | 0                 | 0                 | 0                 | 0        | 0      | 0           | 0          |
| D. Diouf        | 0          | 0          | 0           | 0          | 0                 | 0                 | 0                 | 0                 | 0        | 0      | 0           | 0          |
| R. Enke         | 34         | 0          | 3           | 0          | 4                 | 0                 | 0                 | 0                 | 38       | 0      | 3           | 0          |
| D. Haas         | 0          | 0          | 0           | 0          | 0                 | 0                 | 0                 | 0                 | 0        | 0      | 0           | 0          |
| S. Halfar       | 7          | 0          | 1           | 0          | 1                 | 0                 | 0                 | 0                 | 8        | 0      | 1           | 0          |
| M. Idrissou     | 4          | 0          | 0           | 0          | 0                 | 0                 | 0                 | 0                 | 4        | 0      | 0           | 0          |
| F. Juric        | 0          | 0          | 0           | 0          | 0                 | 0                 | 0                 | 0                 | 0        | 0      | 0           | 0          |
| J. Kaufman      | 13         | 3          | 0           | 0          | 0                 | 0                 | 0                 | 0                 | 13       | 3      | 0           | 0          |
| N. Krupniković  | 29         | 1          | 3           | 0          | 3                 | 1                 | 0                 | 0                 | 32       | 2      | 3           | 0          |
| A. Lala         | 32         | 0          | 7           | 0          | 4                 | 0                 | 1                 | 0                 | 36       | 0      | 8           | 0          |
| L. Leandro      | 20         | 2          | 1           | 0          | 3                 | 0                 | 1                 | 0                 | 23       | 2      | 2           | 0          |
| M. Marheineke   | 0          | 0          | 0           | 0          | 0                 | 0                 | 0                 | 0                 | 0        | 0      | 0           | 0          |
| C. Mathis       | 4          | 1          | 0           | 0          | 1                 | 0                 | 1                 | 0                 | 5        | 1      | 1           | 0          |
| P. Mertesacker  | 31         | 2          | 1           | 0          | 4                 | 1                 | 0                 | 0                 | 35       | 3      | 1           | 0          |
| F. Montabell    | 0          | 0          | 0           | 0          | 0                 | 0                 | 0                 | 0                 | 0        | 0      | 0           | 0          |
| V. Paunović     | 6          | 0          | 2           | 0          | 1                 | 0                 | 1                 | 0                 | 7        | 0      | 3           | 0          |
| M. Schinner     | 0          | 0          | 0           | 0          | 0                 | 0                 | 0                 | 0                 | 0        | 0      | 0           | 0          |
| T. Schneider    | 5          | 0          | 0           | 0          | 0                 | 0                 | 0                 | 0                 | 5        | 0      | 0           | 0          |
| S. Schröter     | 24         | 3          | 0           | 0          | 4                 | 1                 | 1                 | 0                 | 28       | 4      | 1           | 0          |
| R. Sousa        | 5          | 0          | 1           | 0          | 1                 | 0                 | 0                 | 0                 | 6        | 0      | 1           | 0          |
| D. Stendel      | 24         | 6          | 1           | 0          | 4                 | 1                 | 0                 | 0                 | 28       | 7      | 1           | 0          |
| M. Tarnat       | 22         | 2          | 3           | 0          | 3                 | 1                 | 0                 | 0                 | 25       | 3      | 3           | 0          |
| V. Vinícius     | 13         | 1          | 1           | 0          | 0                 | 0                 | 0                 | 0                 | 13       | 1      | 1           | 0          |
| R. Wallner      | 10         | 0          | 0           | 0          | 2                 | 0                 | 0                 | 0                 | 12       | 0      | 0           | 0          |
| D. Wolf         | 0          | 0          | 0           | 0          | 0                 | 0                 | 0                 | 0                 | 0        | 0      | 0           | 0          |
| J. de Guzmán    | 30         | 0          | 5           | 0          | 2                 | 0                 | 1                 | 0                 | 32       | 0      | 6           | 0          |
| J. Štajner      | 31         | 6          | 1           | 0          | 1                 | 0                 | 0                 | 0                 | 32       | 6      | 1           | 0          |
| D. Štefulj      | 4          | 0          | 0           | 0          | 0                 | 0                 | 0                 | 0                 | 4        | 0      | 0           | 0          |
| D. Żuraw        | 33         | 1          | 2           | 1          | 4                 | 0                 | 0                 | 0                 | 37       | 1      | 2           | 1          |